# An Post
An Post (prononciation en irlandais : /ən̪ˠ pˠɔsˠt̪ˠ/, littéralement : « la poste ») est l'établissement public chargé du service postal en république d'Irlande depuis 1984. An Post est membre de l'Union postale universelle.
An Post a été créée en 1984 quand, suivant les termes du Postal & Telecommunications Services Act de 1983, le service postal du Département des postes et télégraphes (P&T) a été scindé en deux nouvelles organisations semi-étatiques, An Post et Telecom Éireann (ce dernier aujourd'hui rebaptisé Eircom). Aujourd'hui, malgré une cote boursière en baisse continue, An Post est un des principaux employeurs de l'État irlandais et constitue le secteur le plus vaste du service civil du pays.
Depuis la fin du XXe siècle An Post répondait aux lettres au père Noël envoyées par les enfants via un service dédié ; en 2025 il est envisagé de sous-traiter cette activité.